# Cibi condimentum est fames
Cibi condimentum esse famem è una locuzione latina che, tradotta letteralmente, significa:
La fame è il condimento del cibo.

## Attribuzione
Nella forma latina è una frase d'autore di Cicerone, tratta dal De finibus bonorum et malorum, II. 
Anche il famoso e caustico oratore, per bravo che fosse, non disdegnava evidentemente appropriarsi di detti altrui, tuttavia sempre rimasticandoli. La paternità della frase è infatti da attribuirsi al filosofo greco Socrate. Nella sua estensione in latino suonava così: 
Cibi condimentum esse famem, potionis sitim: La fame rende gustoso ogni cibo, la sete ogni bevanda.